# ماریا فرناندز (بازیکن فوتبال)
ماریا فرناندز (انگلیسی: María Fernández؛ زادهٔ ۱ فوریهٔ ۱۹۸۵) بازیکن فوتبال اهل اسپانیا است.